# Mali Kum
Mali Kum je naselje v Občini Zagorje ob Savi.